# خالد الشمراني
خالد الشمراني الشمراني لاعب كرة قدم سعودي، في مركز الجناح الأيمن ، لعب مع نادي الاتحاد واحترف في البحرين في نادي الرفاع و لعب أيضاً مع  نادي النصر و نادي الخلود.